# 마쓰야마촌 (나가사키현)
마쓰야마촌(真津山村)은 나가사키현 기타타카키군에 설치되었던 촌이다. 현재의 이사하야시에 해당한다.